# Transport públic

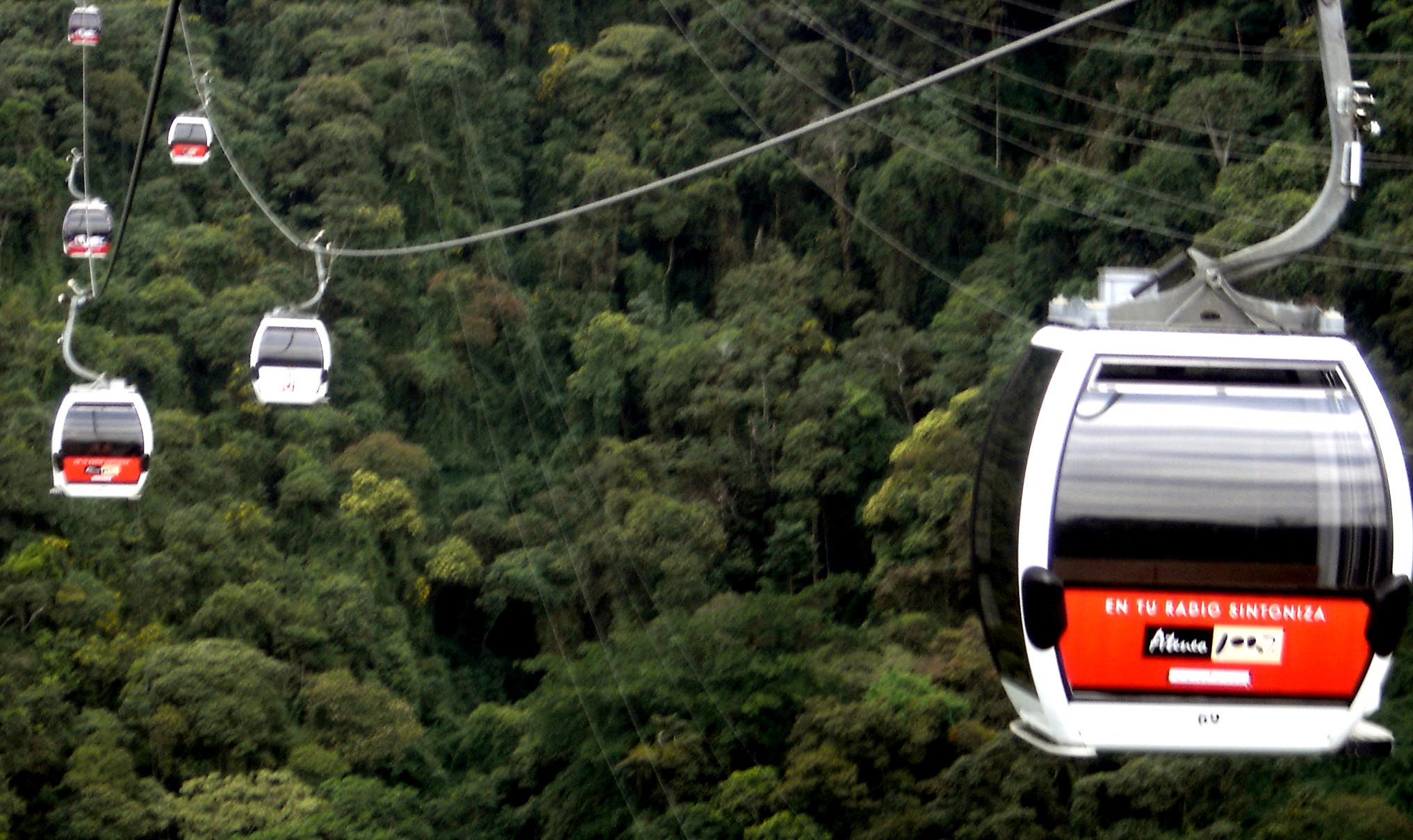
Telefèric de Caracas, Veneçuela.

El transport públic comprèn aquells mitjans de transport utilitzats per passatgers que no en són propietaris, en contraposició del transport privat. Els serveis del transport públic poden ser subministrats per empreses públiques o privades, i poden ser gratuïts o de pagament.

## Classificació

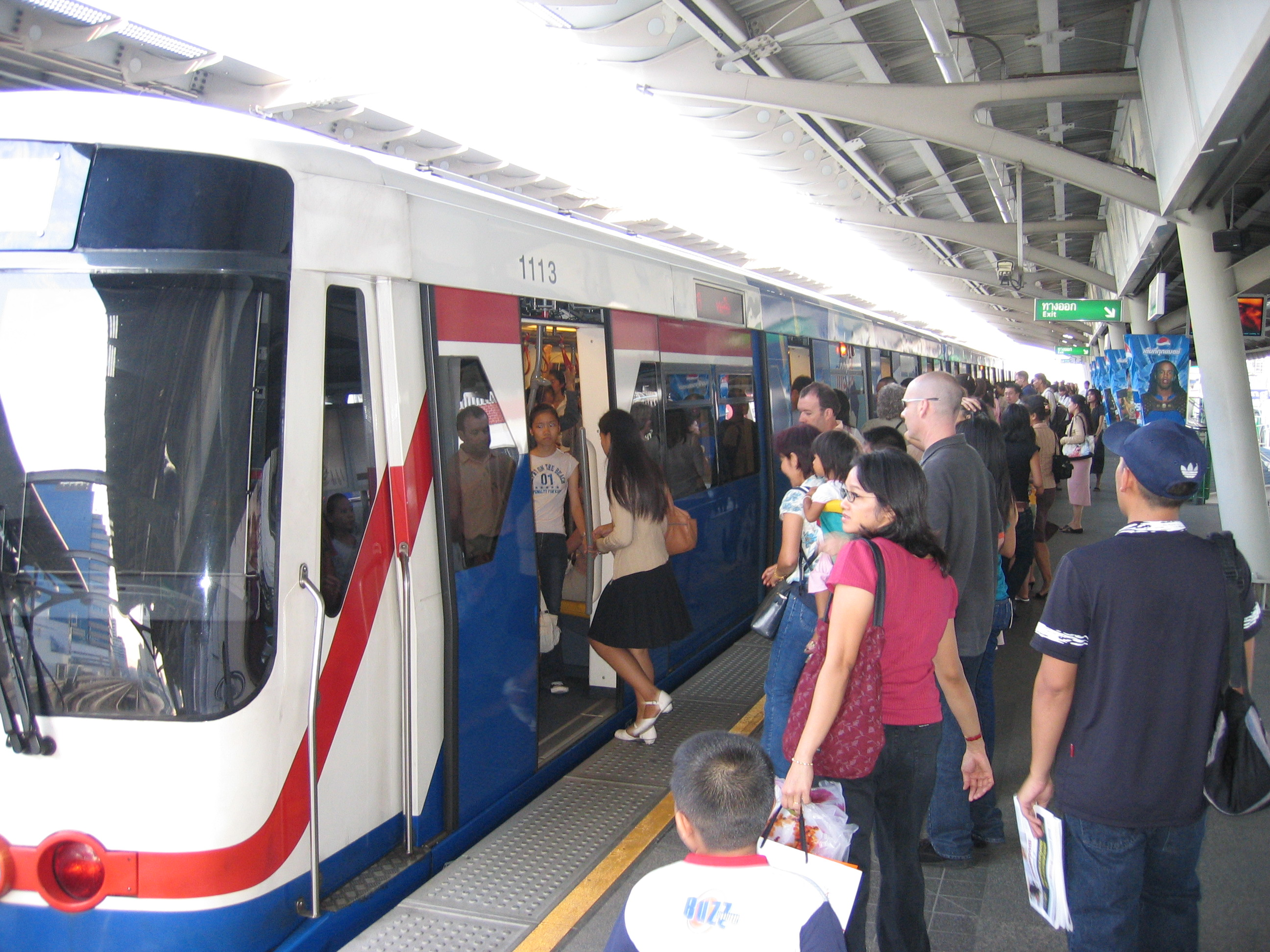
Skytrain de Bangkok, Tailàndia

La classificació del tipus de transport es pot fer de diferents maneres. Es poden classificar segons la distància que fan, és a dir, d'una forma funcional, o segons el tipus de via que utilitza per fer els desplaçaments.

### Segons via

#### Mitjans guiats
Els mitjans guiats són aquells que necessiten una guia, ja sigui una via de ferrocarril o cablejat aeri per a fer possibles els desplaçaments:
- Per via de ferrocarril:
  - Tren
  - Metro
  - Monorail
  - Funicular
  - Tramvia
- Per cablejat aeri:
  - Telefèric
  - Telecabina

#### Mitjans no guiats

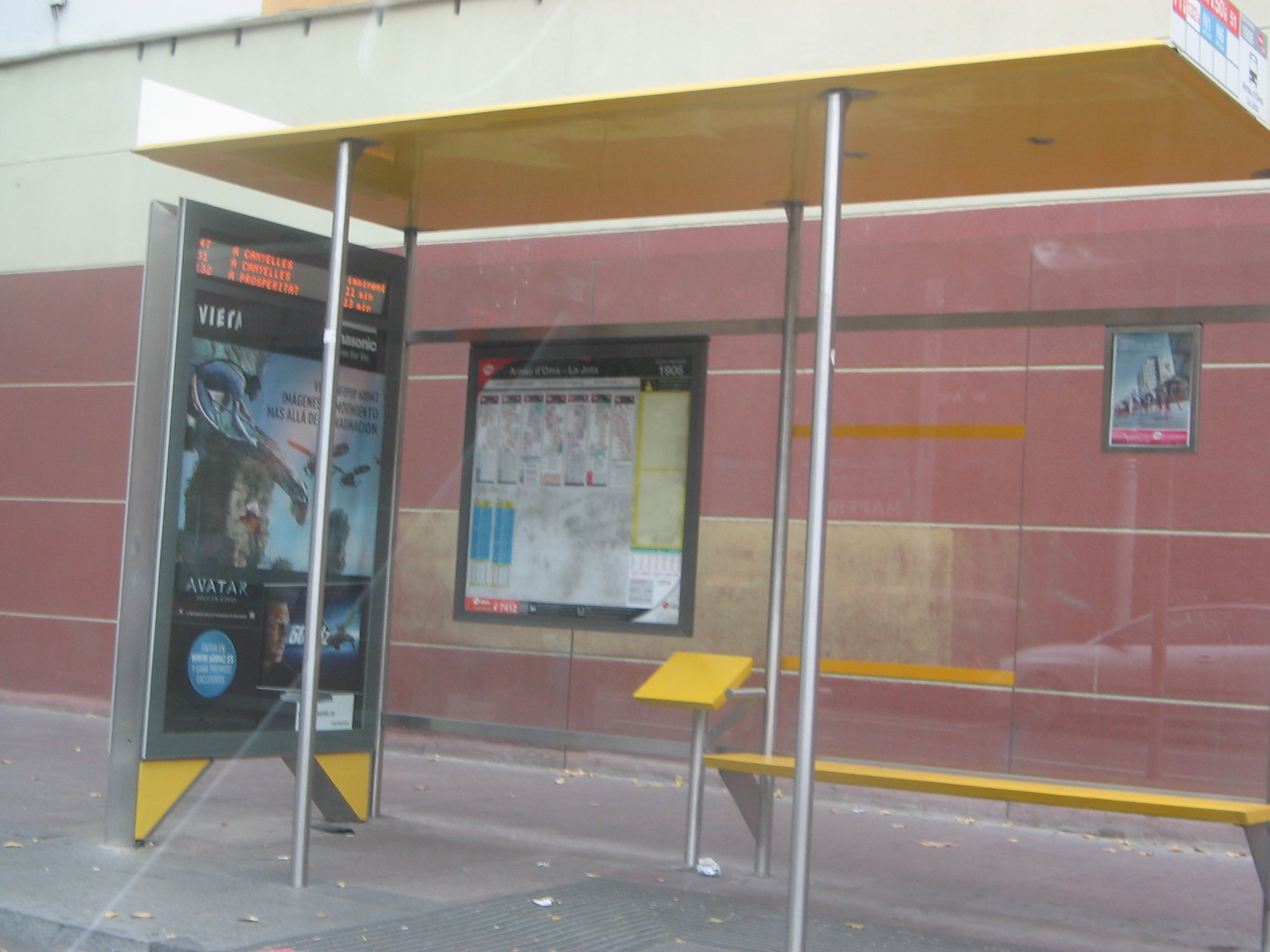
Parada d'autobús a Barcelona.

Aquests realitzen els desplaçaments per carretera, mar o aire.
- Autobús
- Troleibús
- Taxi
- Remís
- Vaixell
- Ferry
- Avió

### Des d'un punt de vista funcional
- Transports urbans
- Transports interurbans
- Transports turístics

### Des d'un punt de vista reglamentari
- Metro
- Autobús
- Trens
- Trens d'alta velocitat (p. ex. AVE)
- Línies d'autocars interurbans
- Línies aèries
- Transoceànics

## Operació

### Funcionament global
En la planificació d'un sistema de transport públic urbà, cal tenir en compte la seva eficiència, permetent als usuaris prendre el mínim de rutes possibles o la menor distància possible. El sistema també necessita ser econòmicament viable per als seus usuaris.

### Forma de cobrament als usuaris
- Lliure: no cobra taxes als seus usuaris.
- Targeta il·limitada d'ús: L'usuari compra una targeta que té foto i identitat de l'usuari, que permet utilitzar el sistema il·limitadament per una certa quantitat de temps. La targeta ha de ser verificada pel conductor del vehicle o pel cobrador de l'estació.
- Pre-pagament: l'usuari utilitza una targeta que pot necessitar ser carregada en un lloc establert. Quan es fa servir la targeta en pujar al vehicle, la tarifa és descomptada en introduir o presentar la targeta a la màquina lectora. La targeta pot ser magnètica (ha de ser introduïda a la màquina lectora) o "sense contacte" i dins d'aquesta, específica per al servei de transport, o d'ús general com a moneder electrònic.
- Abonaments que poden ser comprats amb antelació.
- Passos, abonaments o vals descompte per a certs usuaris com la tercera edat i estudiants.
- Per distància: es cobra per la distància recorreguda per l'usuari, usat a la majoria de les ciutats del Japó.
- Passis, de diverses modalitats, que consisteixen en un document individual, que permeten l'ús de determinats transports públics en una àrea o ruta preestablerta, pagant determinades quanties en períodes definits (mensualment, per exemple).

Certs usuaris com nens en edat preescolar estan moltes vegades exempts de qualsevol taxa.

### Sistema
- Lliure: no cobra taxes als seus usuaris.
- Transport totalment integrat: taxa única que es paga només a l'entrada, permetent que l'usuari pugui agafar connexions entre diferents rutes sense el pagament d'una taxa extra. Usat en la majoria de les ciutats europees, totes les ciutats de Canadà, així com la majoria de les ciutats nord-americanes.
- Transport integrat: taxa única que es paga només a l'entrada, el passatger necessita desembarcar en certes terminals centrals integrades per prendre una altra ruta, en cas contrari, es necessita pagar una taxa addicional, com per exemple a Xile.
- Per distància: es cobra per la distància recorreguda per l'usuari. Usat en la majoria de les ciutats del Japó.
- Transport semi-integrat: Els passatgers poden prendre una connexió lliure de taxa en una terminal cèntrica integrada a la companyia de transport; tot i això, necessiten pagar una taxa per agafar rutes d'altres companyies.
- No integrat: Els passatgers han de pagar una nova taxa en agafar una nova connexió. Comú a petites ciutats i diverses ciutats nord-americanes.

### Manteniment econòmic
Les companyies que administren el sistema de transport públic urbà gairebé mai no són autosuficients, és a dir, els ingressos generats per les taxes d'entrada i propaganda no són suficients per cobrir les despeses de salaris d'operaris i manteniment dels equipaments. A l'Amèrica del Nord, la companyia més autosuficient és Toronto Transit Commission, de Toronto, Canadà, generant un 81% (dada de 2004) d'ingressos necessaris per a la seva auto-sustentació.
La resta dels ingressos necessaris per al manteniment del sistema de transport públic urbà necessiten ser subsidiats per les Administracions Públiques, com a exemples d'Autoritats Públiques de Transport a Espanya hi ha el Consorci Regional de Transports de Madrid, la Autoritat del Transport Metropolità de Barcelona o el Consorci de Transport Metropolità de l'Àrea de Màlaga. Aquest finançament pot costar car a les arques públiques de la ciutat i que causa sovint querelles públiques i debats polítics. Tot i això, no cal obviar el fet que la construcció de carrers, carreteres, circumval·lacions, aparcaments sense pagament, etc. també constitueix una mena de subsidis, principalment per als automòbils privats.

## Altres tipus de transport públic

### Tren
El tren és un tipus de transport públic interurbà, més usat per al transport de passatgers massius, cobrint una ruta entre dos punts força allunyats, sent, generalment, de responsabilitat nacional. De vegades són de responsabilitat regional, quan són usats com a mitjà de transport de passatgers en una gran ciutat, o entre diferents ciutats properes una de l'altra. Generalment, als passatgers de trens interurbans no els és concedit el dret de transferència per a altres mitjans de transport públic d'una determinada ciutat sense pagar abans una taxa integral per a l'ús d'un transport donat.

### Transbordador

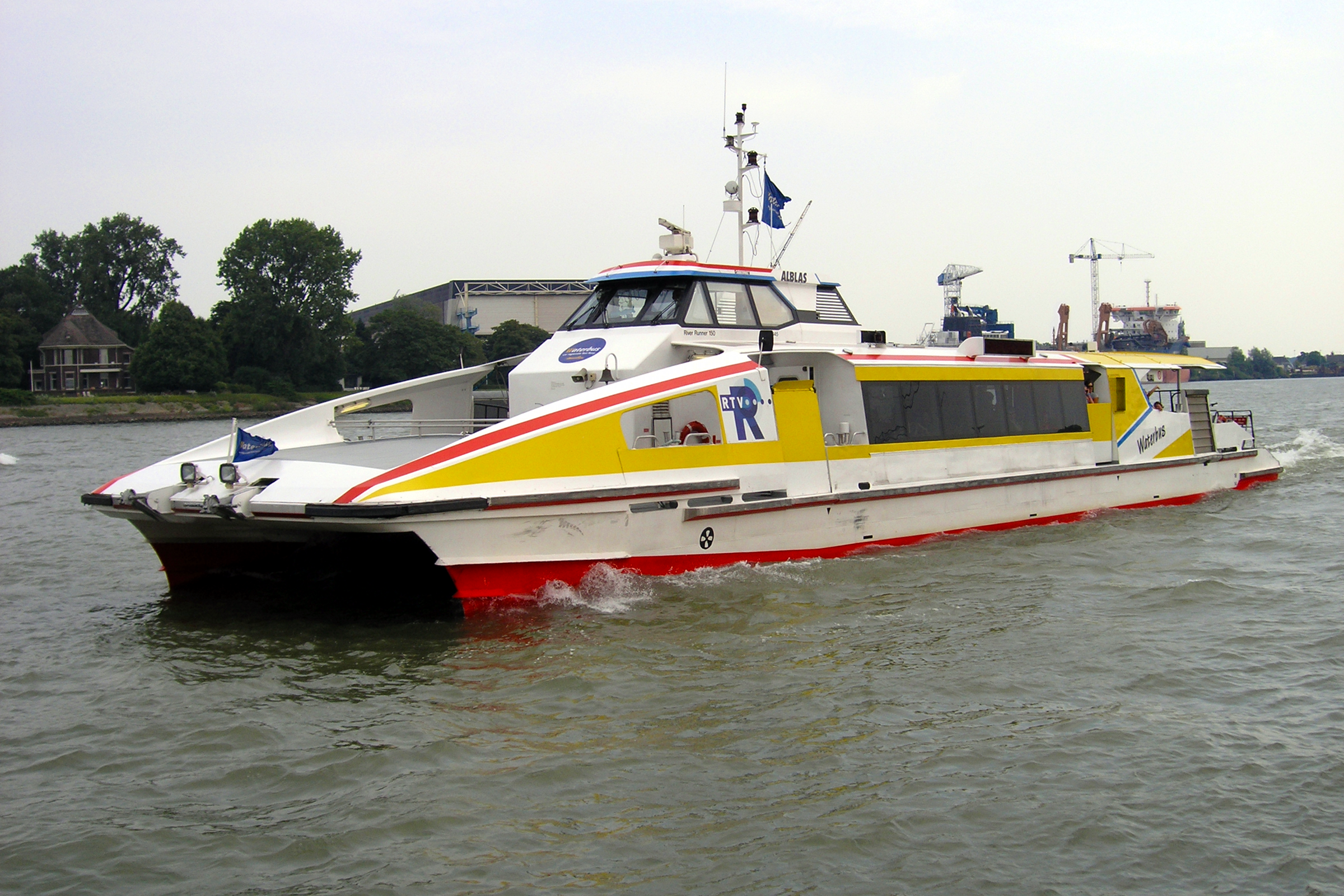
Transbordador en Rotterdam.

Els transbordadors (ferry) cobreixen certs trams entre dos punts separats per una massa d'aigua, que no tenen accés entre si per mitjà de ponts o túnels, o quan aquestes connexions estan molt allunyades de rutes d'interès públic.

### Altres
- Ascensor: Faciliten força el moviment vertical de persones a edificis i torres.
- Escales mecàniques: desplacen persones en distàncies curtes.
- Helicòpter: usats per persones que no s'arrisquen al trànsit de la ciutat.
- Autobús escolar: usat pel transport d'estudiants, de les seves cases a les seves escoles.
- Autobús interurbà: usat per al transport de persones entre dues diferents ciutats.

## Transport públic il·legal
Molts països subdesenvolupats s'enfronten al problema del transport públic il·legal. En diverses megaciutats, com Calcuta, Ciutat de Mèxic, entre d'altres, moltes persones, per sobreviure, cobren una tarifa fixa per transportar, il·legalment, persones en vehicles (furgons i camionetes són els més comuns) no llicenciats, fent-se passar per un transport oficial. Això causa grans perjudicis econòmics per a les companyies de transport públic que operen a la ciutat (degudament llicenciades per l'òrgan de transport oficial de la ciutat/país). Aquest tipus de transport també posa en perill la vida dels passatgers transportats, a causa de l'ús de vehicles no inspeccionats, que de vegades presenten problemes mecànics; o degut al conductor que, en no ser certificat per l'autoritat corresponent, és causant de xocs, entorpiment del flux vehicular i, de vegades, tragèdies majors, en no respectar els reglaments establerts.
A més, entre els perills que hi ha per als usuaris d'aquest tipus de transport hi ha un alt índex de delinqüència (robatoris o assalts i, fins i tot, segrestos), ja que molts grups de delinqüents creen aquestes falses unitats de transport per dedicar-se a aquest tipus de pràctiques delictives, cridant l'atenció de les seves víctimes en cobrar una tarifa menor a la establerta.
A les ciutats que més afecta aquest problema s'implementen estratègies per reduir aquestes irregularitats, revisant que totes les unitats en circulació compleixin totes les normes establertes per a un millor servei als usuaris.
A l'Amazònia, Indonèsia i l'interior de la República Popular de la Xina, els vaixells de passatgers sense llicència transiten per rius i mars, també posant en perill la vida de els passatgers. Un altre problema, existent a diversos països d'Àfrica, Amèrica Llatina i Àsia, són les companyies de transport interurbà que no donen d'alta degudament els seus vehicles.
Tot i ser il·legal, aquest gènere de servei és força usat per la població en general, per dues raons:
- Manca de transport públic adequat a la regió, especialment en regions aïllades com selves tropicals.
- Tot i que es disposa de mètodes legals de transport públic, diverses persones encara usen els mètodes il·legals de transport, ja que sovint cobren menys als seus passatgers, que no poden pagar més car per utilitzar el transport públic legal. Comunament aquest tipus de transport sol anomenar-se pirata, perquè operen desobeint les lleis.

La majoria de persones no l'utilitzen perquè està prohibit.

## Pros i contres

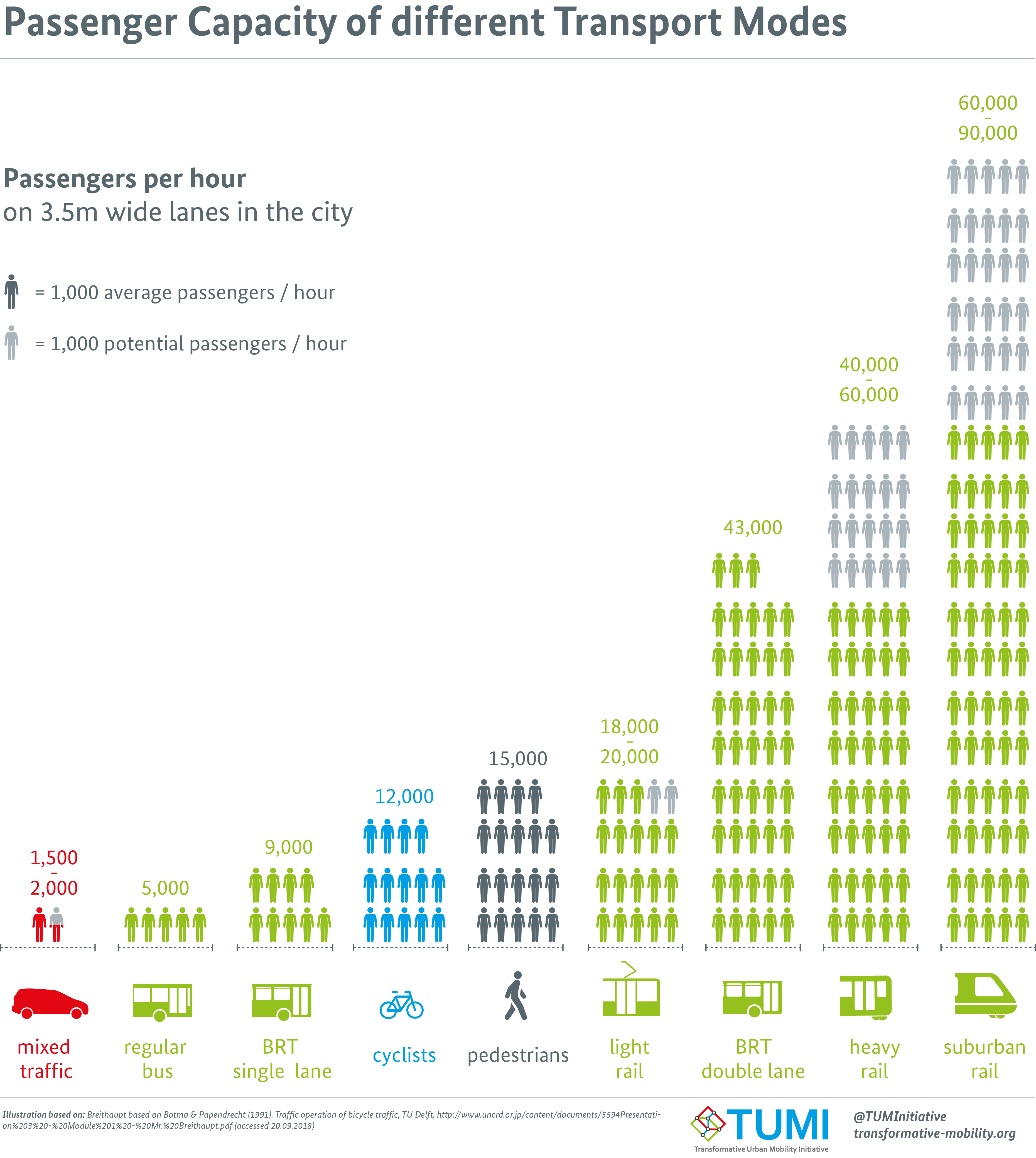
Capacitat de passatgers de diferents modes de transport

- Els transports públics són molt més eficaços que els transports individuals en termes de consum de energia, excepte l'avió, que és el mode de transport més contaminant per passatger.[4]

- Això no obstant, depèn del tipus d'ocupació mitjana; en el cas dels desplaçaments domicili-treball, aquest tipus és estructuralment baix ja que tots els desplaçaments es fan en un sentit al matí i a l'altre al final de la jornada. Es parla llavors de migració pendular, crea dues zones de sobreactivitat al principi i al final de la jornada. La corba de l'activitat dels transports públics segueix aquesta evolució de la demanda i presenta dos pics que corresponen a les hores punta a cada extremitat i una depressió al centre que correspon a una activitat mínima durant les quals els vehicles estan menys freqüentats. Aquest fenomen s'anomena camell en l'argot dels transports de passatgers.

- Els transports públics faciliten la circulació, un autobús per exemple, pot transportar més de 60 persones utilitzant la mateixa superfície que dos cotxes que de mitjana estan ocupades per 1,08 persones. Els transports públics no ocupen espai d'aparcament.

- En proporció als viatgers que porten, els transports públics ocupen molt menys espai, consumeixen menys energia en el seu ús, consumeixen menys recursos en la seva fabricació que l'automòbil privat.

- Els transports públics amb carril reservat o subterranis no pateixen problemes d'embussos.

- Els transports públics poden requerir, segons el mitjà utilitzat, inversions importants. Tot i això, l'automòbil privat també requereix inversions molt quantioses (carrers, túnels, autopistes, lloc per a aparcament, etc.), que en molts casos es financen amb impostos.

- A més, no presten el mateix servei que un mitjà de transport individual: sotmet l'usuari a horaris, es limita el transport d'equipatge, etc. S'acusa els transports públics de "rigidesa de trajectes" i de "rigidesa d'horaris". La "rigidesa de trajectes" significa que el trajecte ja està definit per endavant (això òbviament no es pot aplicar al taxi). La "rigidesa d'horaris" fa que només es pot trobar a determinades hores. Tot i això, amb una bona xarxa de transport públic es poden cobrir tots els trajectes possibles (amb transbord o sense) amb un temps d'espera curt.

- Poden ser més ràpids que els transports individuals, a condició que les xarxes siguin força denses i els serveis de comunicació força freqüents, cosa que no és el cas sovint, per exemple, per als desplaçaments de suburbi a suburbi o al medi rural.

- L'ús de mitjans de transport de forma massiva contribueix a la disminució dels embussos a les ciutats i per fomentar-ho, algunes ciutats com Londres han creat un servei de peatges.

En medi urbà, convé assenyalar que la bicicleta és un mode de transport l'eficàcia del qual supera en algunes condicions la dels transports públics, en termes de rapidesa, de flexibilitat d'utilització i consum d'energia. Tot i això, no garanteix el mateix servei, ni el mateix nivell de comoditat, en particular, en cas d'inclemències del temps.
- Molts dels avantatges i inconvenients dels transports públics es poden examinar comparant amb els avantatges i inconvenients de l'automòbil.

## Per a més informació
- Hess, D. 2007. "What is a clean bus? Object conflicts in the greening of urban transit." Sustainability: Science, Practice, & Policy 3(1):45–58.
- Needle, Jerome A.; Transportation Security Board; Cobb, Renée M. Improving Transit Security.  Transportation Security Board, 1997. ISBN 978-0-309-06013-4.
- Newman, Peter; Jeffrey R. Kenworthy. Sustainability and Cities: Overcoming Automobile Dependence.  Island Press, 1999. ISBN 978-1-55963-660-5.
- Ovenden, Mark. Transit Maps of the World.  Londres: Penguin, 2007, p. 7. ISBN 978-0-14-311265-5.
- ; Beltran, I.«Diesel versus compressed natural gas in Transmilenio-Bogotá: innovation, precaution, and distribution of risk». Sustainability: Science, Practice, & Policy 3(1):59–67, 2007. Arxivat de l'original el 30 juny 2007. [Consulta: 2 març 2017].